# Seneca (Carolina del Sud)
Seneca és una població dels Estats Units a l'estat de Carolina del Sud. Segons el cens del 2000 tenia 7.652 habitants.

## Demografia
Segons el cens del 2000, Seneca tenia 7.652 habitants, 3.286 habitatges i 2.096 famílies. La densitat de població era de 418,5 habitants/km².
Dels 3.286 habitatges en un 27,4% hi vivien nens de menys de 18 anys, en un 42,2% hi vivien parelles casades, en un 17,5% dones solteres, i en un 36,2% no eren unitats familiars. En el 32,3% dels habitatges hi vivien persones soles el 13,2% de les quals corresponia a persones de 65 anys o més que vivien soles. El nombre mitjà de persones vivint en cada habitatge era de 2,32 i el nombre mitjà de persones que vivien en cada família era de 2,93.
Per edats la població es repartia de la següent manera: un 24,4% tenia menys de 18 anys, un 9,5% entre 18 i 24, un 25,3% entre 25 i 44, un 24,7% de 45 a 60 i un 16% 65 anys o més.
L'edat mediana era de 38 anys. Per cada 100 dones de 18 o més anys hi havia 83 homes.
La renda mediana per habitatge era de 32.643 $ i la renda mediana per família de 44.487 $. Els homes tenien una renda mediana de 31.381 $ mentre que les dones 21.472 $. La renda per capita de la població era de 18.498 $. Entorn del 13% de les famílies i el 15,6% de la població estaven per davall del llindar de pobresa.

## Poblacions més properes
El següent diagrama mostra les poblacions més properes.